# Повіт Нісі-Мураяма
Пові́т Ні́сі-Мурая́ма (яп. 西村山郡, にしむらやまぐん, МФА: [ɲiɕi muɾajama guɴ]) — повіт в префектурі Ямаґата, Японія.